# Hyalurga osiba
Hyalurga osiba är en fjärilsart som beskrevs av Druce 1893. Hyalurga osiba ingår i släktet Hyalurga och familjen björnspinnare. Inga underarter finns listade i Catalogue of Life.